# Prolaktinfrisättande hormon
Prolaktinfrisättande hormon, Prolaktinfrisättande peptid, PrRP20, PRH eller PRLH, är ett hypotalamushormon som bildas som ett proprotein. Dess funktion är tämligen oklar.
PrRP20 stimulerar till utsöndring av prolaktin, men binds också vid särskilda cellytereceptorer, G-proteinkopplade receptorer, hGR3/GPR10. Forskarvärlden är dock oense om huruvida det är ett hormon eller en peptid. PrRP20 minskar vid laktation och fasta, och kan möjligen spela roll för kroppsvikten. Det är också möjligt att det fungerar som en neuromodulator och påverkar hjärnan, då det ökar nivåerna av oxytocin och vasopressin, och ökar blodtrycket.
Prolaktin utsöndras också av tyreotropinfrisättande hormon (TRH), vilket prolaktin reagerar mycket starkare på.